# Henry Loubscher
Henry Loubscher est un boxeur sud-africain né le 9 août 1936.

## Carrière
Il participe aux Jeux olympiques d'été de 1956 en combattant dans la catégorie des poids super-légers et aux Jeux olympiques d'été de 1960 en poids welters. En 1956, Loubscher remporte la médaille de bronze.

### Parcours auxJeux olympiques
Jeux olympiques d'été de 1956 à Melbourne (poids super-légers) :
- Bat Leslie Mason (Canada) aux points
- Bat Joe Shaw (États-Unis) aux points
- Perd contre Vladimir Yengibaryan (URSS) aux points

## Référence
1. ↑  (en) Résultats des Jeux olympiques 1956 (amateur-boxing.strefa.pl)